# Куп Републике Српске у фудбалу 2001/02.
Куп Републике Српске у фудбалу 2001/02. је девета сезона овог такмичења које се одржава на територији Републике Српске у организацији Фудбалског савеза Републике Српске. Прво такмичење је одржано у сезони 1993/94.
У купу учествују фудбалски клубови са подручја Републике Српске. Клубови нижег нивоа такмичења морају у оквиру подручних савеза изборити учешће у купу. Такмичењу се од шеснаестине финала прикључују и клубови из Прве лиге Републике Српске.
Парови се извлаче жребом. До финала се играју по две утакмице, а финална утакмица се игра на стадиону одређеном пре почетка такмичења. Овогодишње финале Купа Републике Српске одиграно је 9. јуна 2002. у Бањалуци на Градском стадиону.

## Парови и резултати

### Шеснаестина финала
| Утак. | Клуб, Место              | Укупан резултат | Клуб, Место             | 1. утак. | 2. утак. |
| ----- | ------------------------ | --------------- | ----------------------- | -------- | -------- |
| 1.    | Рудар Приједор           | 9:0             | Врбас, Бања Лука        | 6:0      | 3:0      |
| 2.    | БСК, Бањалука            | 3:1             | Жупа, Милосавци         | 0:1      | 3:0      |
| 3.    | Борац, Козарска Дубица   | 5:5             | Модрича Максима Модрича | 3:0      | 2:5      |
| 4.    | Црвена земља, Нова Вес   | 1:8             | Полет Српски Брод       | 1:2      | 0:6      |
| 5.    | Рудар Угљевик            | 3:0             | Херцеговац, Билећа      | 2:0      | 1:0      |
| 6.    | Боксит, Милићи           | 9:2             | Јединство Црквина       | 6:2      | 3:0      |
| 7.    | Озрен, Петрово           | 1:3             | Јединство Брчко         | 1:1      | 0:2      |
| 8.    | Славија, Српско Сарајево | 5:0             | Посавина Милошевац      | 2:0      | 3:0      |
| 9.    | Слобода, Нови Град       | 5:3             | Слобода Винска          | 4:0      | 1:3      |
| 10.   | Љубић, Прњавор           | 12:0            | Омладинац Драксенић     | 9:0      | 3:0      |
| 11.   | Младост, Котор Варош     | 2:7             | Борац Бањалука          | 2:2      | 0:5      |
| 12.   | ФК Српски соко           | 0:6             | Леотар, Требиње         | 0:3      | 0:3      |
| 13.   | Дрина, Вишеград          | 5:7             | Младост, Гацко          | 2:1      | 3:6      |
| 14.   | ФК Јадар Интал           | '2:11           | Гласинац Соколац        | 1:1      | 1:10     |
| 15.   | ФК Пролетер ?            | 0:7             | Радник, Бијељина        | 0:4      | 0:3      |
| 16.   | Козара, Градишка         |                 | с л о б о д н а         |          |          |

## Осмина финала
| Утак. | Клуб, Место              | Укупан резултат | Клуб, Место        | 1. утак. | 2. утак. |
| ----- | ------------------------ | --------------- | ------------------ | -------- | -------- |
| 1.    | Радник, Бијељина         | 6:1             | Младост, Гацко     | 4:0      | 2:1      |
| 2.    | Славија, Српско Сарајево | 0:1             | БСК, Бањалука      | 0:0      | 0:1      |
| 3.    | Рудар Приједор           | 2:5             | Рудар Угљевик      | 1:2      | 1:3      |
| 4.    | Полет, Српски Брод       | 1:5             | Леотар, Требиње    | 1:4      | 0:1      |
| 5.    | Борац Бањалука           | 2:5             | Гласинац Соколац   | 1:0      | 1:5      |
| 6.    | Козара, Градишка         | 5:3             | Боксит, Милићи     | 4:2      | 1:1      |
| 7.    | Љубић, Прњавор           | 2:4             | Слобода, Нови Град | 2:1      | 0:3      |
| 8.    | Борац, Козарска Дубица   | 1:2             | Јединство Брчко    | 1:2      | 0:0      |

## Четвртфинале
| Утак. | Клуб, Место        | Укупан резултат | Клуб, Место      | 1. утак. | 2. утак. |
| ----- | ------------------ | --------------- | ---------------- | -------- | -------- |
| 1.    | Рудар Угљевик      | 3:2             | БСК, Бањалука    | 2:2      | 1:0      |
| 2.    | Слобода, Нови Град | 7:4             | Радник, Бијељина | 3:1      | 4:3      |
| 3.    | Гласинац Соколац   | 2:3             | Козара, Градишка | 2:1      | 0:3      |
| 4.    | Јединство Брчко    | 0:6             | Леотар, Требиње  | 0:3      | 0:3      |

## Финале
Утакмица је одиграна на Градском стадиону у Бањалуци 9. јуна 2002.
| Утак. | Клуб, Место     | Резултат | Клуб, Место      |
| ----- | --------------- | -------- | ---------------- |
| 1     | Леотар, Требиње | 2:1      | Козара, Градишка |

1. ↑  Екипа се квалификовала по правилу више голова постигнутих у гостима.

| Победник Купа републике Српске у фудбалу 2001/02. |
| ------------------------------------------------- |
| ФК Леотар 1. титула                               |